# 合眾國號航空母艦
合眾國號航空母艦（英語：USS United States，舷號：CVA-58，又常譯稱為美國號）是美國海軍旗下一艘原本預計要建造、但實際上卻在龍骨安放後就立刻停工而從未真正存在過的航空母艦，也是美國海軍第三艘使用國家名稱來命名的艦隻。原本應該是美國海軍在第二次世界大戰結束後起造的一系列五艘超級航空母艦中的一號艦，但卻因為尷尬的用途設計與美國陸海空三軍間的任務與預算排擠問題，而半途叫停，另外4艘的建造工程則在未動工的情況下被取消。

## 歷史
早在1945年末，就有人提出將核子武器放在艦載機上、經由航艦投射轟炸的概念。但在實現此概念之前，海軍航空局需要一種擁有更大航程且炸彈載重要有5,443公斤的新式攻擊機，因而展開了設計競賽。之後海軍方面確認胖子原子彈實際上的重量為較輕些的4,536公斤，但此時北美航空已設計出了一款載重5,443公斤的「野人式」攻擊機，只需再稍微改裝即可攜帶Mk-III或Mk-IV原子彈。海軍同時也展開宣傳，令公眾瞭解「攜帶核武器艦載機的超級航艦」的需求，並獲得成功：1948年7月29日，美國國會通過一紙航空母艦建造案，該案預計要建造一艘65,000噸級的航空母艦，編號「CVA-58」（其中艦種縮寫中的「A」是指重型航空母艦，此與後來同樣使用CVA艦級的攻擊航空母艦意義不同）。這除了是美國在二戰之後首次規劃新型航空母艦的建造外，也是有史以來第一次嘗試建造超級航空母艦等級的軍艦。該計畫所需的預算在隔年的《1949年海軍撥款法案》（Naval Appropriations Act of 1949）中獲得通過，並且於1949年4月18日在維吉尼亞州的紐波特紐斯造船廠的乾塢中，放下龍骨開始建造。
早在合眾國號的設計還在早期階段時，關於這艘航空母艦的用途，就一直有不小的爭議。其中一派主張合眾國號應該用於針對蘇聯進行核子攻擊的方面，認為它應該有足以讓重型轟炸機起降的大型飛行甲板，但犧牲機庫甲板空間，只能配置數量很有限的護航戰鬥機與容納重型核子武器用的小型彈藥庫；另一種主張則認為美國號應該要擁有傳統航空母艦的攻擊火力，使用較大的機庫容納大型的戰機大隊，與儲存充裕的備用彈藥。雖然在航艦設計初期，核子武器派獲得優勢，航空母艦是以核子攻擊用的載台為出發點開始發展，但之後卻也做了局部的妥協，容納較多的戰鬥機。全通式甲板設計的合眾國號被設計可以讓超過10萬磅（約合45噸）重的飛機，攜帶早期型的核子武器（本身重約5噸）進行起降。設計中合眾國號並沒有艦島，甲板邊緣裝設有四架升降機，並擁有四具彈射器，四具中的兩具設置於艦首，另外兩具則是在艦首兩側位置稍微向後退縮一點處。根據當初的預估光合眾國號本身的建造費用就已高達1億9千萬美元，再加上要組成整個航艦戰鬥群所需的額外39艘各式軍艦，使得艦隊總預算高達了12億6千5百萬美元。

### 軍種間的衝突

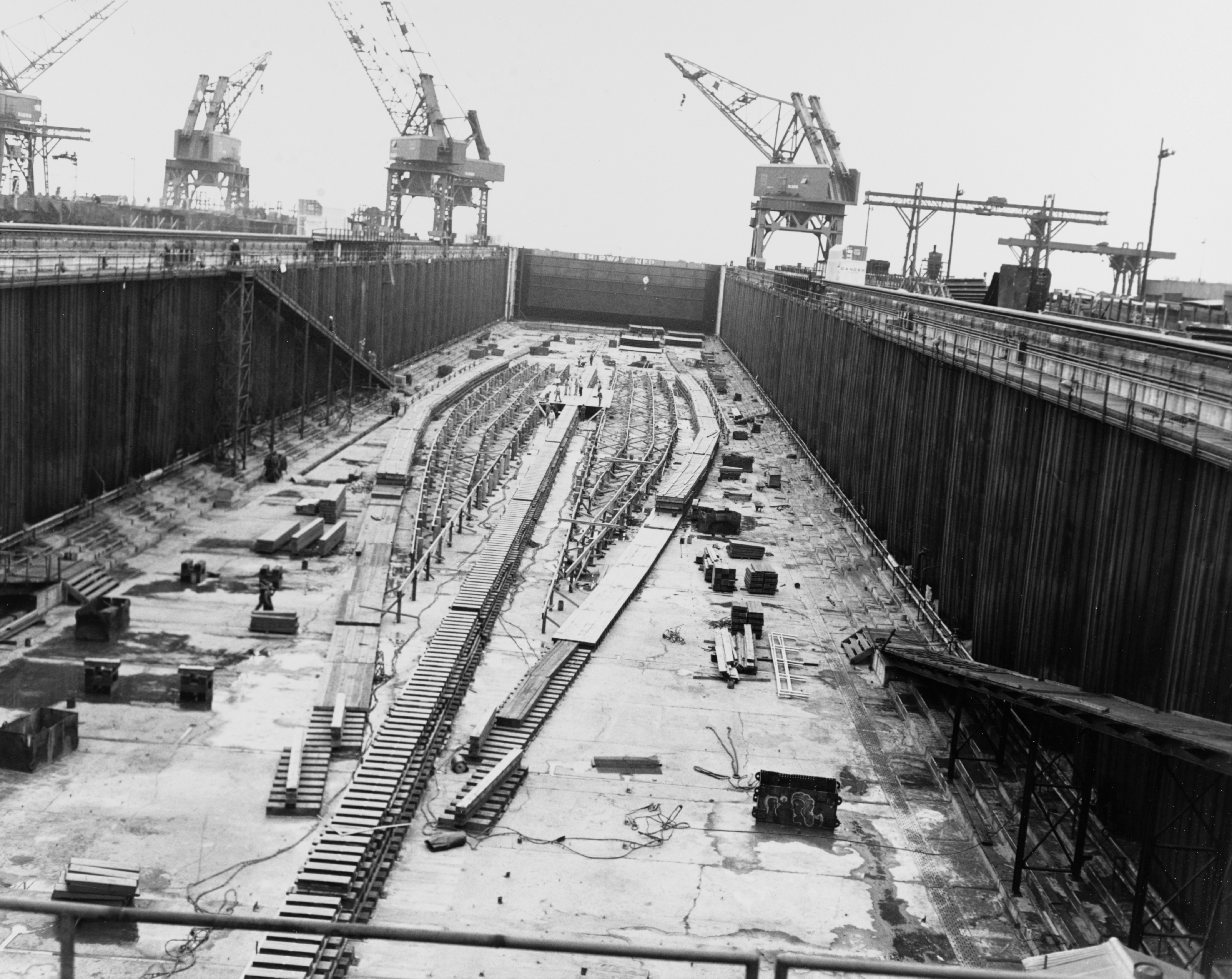
合眾國號的龍骨才剛安置不久，建造計畫就遭到取消

在第二次世界大戰期間，美國陸軍航空軍在大西洋與太平洋戰區執行戰略轟炸，並且在日本投擲人類歷史上第一顆原子彈。當1946年美國戰略空軍指揮部正式成立之際，他們認為未來的戰略武力投射的任務理應由長程轟炸機來負責，相關的武器與裝備的發展與部署也應該以他們的意見為主軸。這個想法自然會與美國海軍的規劃產生衝突，同時也產生軍種間對經費爭取產生的摩擦以及排擠的效應。
雖然合眾國號也具有提供空中支援兩棲登陸作戰與主導制海任務的能力，但其主要的任務型態仍然是作為長程核子轟炸機的起降平台。這種獨特且迥異於傳統航空母艦的任務設定方式，使得美國號在起造之後立刻陷入危機。再加上龐大的航艦戰鬥群之建立費用，對於剛結束戰爭還沒恢復元氣的美國來說，是一筆不小的負擔。終於，在1949年4月23日，距合眾國號的龍骨安放才短短五天之後，當時的國防部長路易·強森突然宣佈終止取消合眾國號的建造計畫。此事件造成當時的海軍部長約翰·蘇利文（John Sullivan）立刻辭職，並且引發著名的海軍上將叛亂事件。這場有多位美國海軍將領級人物參與、認為是因為空軍意圖削弱海軍航空戰力獨厚自身而掀起的不同軍種間之內部政爭，最後以多位海軍高階將領引咎辭職的結局落幕，包括當時海軍作戰部長路易·丹菲爾德海軍上將（Admiral Louis Denfeld）也因而丟官。新成立的美國空軍則引以為傲的認為他們成功的「擊沉」海軍的航空母艦，確保了未來戰略武力投射的地位。
不過，雖然合眾國號的興建計畫終止，但仍然阻止不了核子武器登上航空母艦的趨勢；1950年，核子武器首次裝置到了航空母艦之上，只不過不是以艦載機攜帶的方式，而是巡弋飛彈。雖然預計要佈署在多艘航空母艦上，然而美國最早研發的幾種核子嚇阻武器（Nuclear Deterrent Weapon ）之一的天獅星核子彈道飛彈（SSM-N-8 Regulus）只有曾經在兩艘航艦上成功試射過，其中第一枚是由中途島級航空母艦的二號艦—富蘭克林·羅斯福號航空母艦（USS Franklin D. Roosevelt CV-42）發射。

### 後續發展
美國空軍雖然成功阻止海軍興建合眾國號航艦，並且快速擴充空軍戰略轟炸機的規模與核子武器的庫存。但在韓戰爆發之後，美國才發現面對蘇聯積極擴充軍備，自己無論在戰略或者是戰術武力方面都處於衰減的趨勢。國防部開始大幅提高國防預算，海軍恢復大型航空母艦的興建，核子武器成功縮小之後，不僅海軍艦載機可以攜帶核子武器成為重要的嚇阻性武力支柱，連陸軍的火炮都有能力發射核子彈頭。轟炸機作為空軍戰略武力投射、獨享榮耀的憑藉，也在戰略彈道飛彈部署於潛艇上服役之後，從龍頭地位上退下，而成為三種選擇中的一環而已，不過空軍仍然掌控戰略轟炸機與陸基戰略彈道飛彈系統。而合眾國號航空母艦的事件也是美國空軍在二次世界大戰之後，唯一一次（意義上）「擊沉」自家人航艦的機會。

## 流行文化
在战游网发行运营的3D大型多人在线角色扮演射击游戏《战舰世界》中，美國航空母艦科技樹的銀幣線最高等級艦艇：☆級航空母艦合眾國號，设计也基于历史上的合眾國號航空母艦计划，但相對於原本設計為起降重型轟炸機以及戰略核轟炸為任務重心，遊戲中的合眾國號甲板設計更傾向於二戰後期的常規航空打擊、空優支援兩棲登陸作戰與主導制海任務，並借鑒了1950年代服役不久的福萊斯特級航空母艦的艦島設計而具備類似的艦島。其中普通中隊的攻擊機與轟炸機為F8F熊貓戰鬥機與BTD轟炸機，而戰術中隊的攻擊機以及魚雷機與轟炸機為F9F黑豹戰鬥機以及A-2野蠻人攻擊機。

## 資料來源
1. 1 2 3  . Navy Department, Naval History & Heritage Command.   [2010年11月18日]. （原始内容存档于2012年2月7日） （英语）.
2. ↑  .   [2011-09-03]. （原始内容存档于2011-05-06）.
3. 1 2 3  .   [2011-09-03]. （原始内容存档于2021-04-09）.